# Fernando González Delgado
Fernando González Delgado   (Santa Cruz de Tenerife, 1 de febrer de 1947 - Faura, 18 de febrer de 2024), més conegut com a Fernando Delgado, fou un locutor, periodista, polític i escriptor espanyol. González fou diputat a les Corts Valencianes pel PSPV-PSOE.

## Trajectòria professional

### Periodisme: ràdio i televisió
Es va iniciar al món dels mitjans de comunicació a la seva illa natal, guanyant plaça de locutor de Ràdio Nacional d'Espanya el 1967. Es va traslladar a Madrid per treballar en el departament d'Emissions per a l'Exterior (que després va passar a ser Radio Exterior de España), on va arribar a coordinar la secció de Cultura, amb col·laboradors de luxe com José Hierro, Sofía Noel i Félix Grande, o futurs famosos com Luis Antonio de Villena. En aquest període de la Transició, comença a reunir en el seu departament un equip de gent jove que més tard l'ajudaran a formar el cos de la futura Ràdio 3. Entre els integrants d'aquest equip estaven Alfonso Gil, Rosa Salgado, Javier Maqua, Gloria Berrocal, Carlos Faraco i Pedro Piqueras.
El febrer de 1981 és nomenat director de Radio 3, emissora dirigida al sector juvenil i universitari, i construïda inicialment sobre la base del Tercer Programa de Ràdio Nacional. Després d'engegar un ambiciós projecte, l'arribada de Carlos Robles Piquer a la direcció general va fer que fos destituït i substituït per Eduardo García Matilla al desembre d'aquell mateix any. Molt poc després, un nou canvi polític el posa al capdavant de RNE, ocupant-ne la direcció en dos períodes: 1982-1986 i 1990-1991. Sota el seu primer mandat va realitzar una profunda renovació en formats i continguts. També professionals com Luis del Olmo, Jesús Quintero, Alejo García i Julio de Benito van abandonar la cadena pública.
El 1986 va ser nomenat membre del Consell de RTVE, a proposta del PSOE i fins a 1990.
El 1991 va ocupar la direcció de Tele-Expo, la cadena televisiva de l'Exposició Universal de Sevilla 1992. Una vegada finalitzada aquesta, es va convertir, al costat de María Escario, en el nou presentador dels Telediarios de TVE del cap de setmana, en substitució de Rosa María Mateo.
El 1996, després de la renovació de l'equip directiu de la cadena, va ser rellevat del seu càrrec al capdavant de l'informatiu. Va tornar al mitjà radiofònic, fora de l'àmbit de la ràdio pública, incorporant-se a la Cadena SER amb A vivir que son dos días, un espai sobre art, cultura, oci i actualitat, que aconseguiria el lideratge d'audiència a la seva franja horària del cap de setmana. Ho va deixar en 2005 per dedicar-se íntegrament a la literatura.

### Literatura
Llicenciat en Periodisme per la Universitat Complutense de Madrid. Va col·laborar en els diaris El Día, Pueblo, Informaciones i El País, especialitzant-se en crítica literària i cultura.
El 1976 publicà la seva primera novel·la, Tachero. El 1994 es va publicar la que l'autor considera la seva obra més personal, Háblame de ti i un any després aconseguí el Premi Planeta amb La Mirada del otro. També ha cultivat la poesia (Proceso de adivinaciones i Autobiografía del hijo) i l'assaig Cambio de tiempo (1994).

### Política
Fou membre del PSPV-PSOE, amb el que fou elegit diputat a les eleccions a les Corts Valencianes de 2015.
L'11 de juny de 2015 va obrir la nova legislatura de les Corts Valencianes com a membre de la Mesa d'edat, per ser el diputat de major edat de les corts. Un discurs que va ser aplaudit per tota la càmera i en la qual va voler defensar la política com la governació del poble i per al poble.

## Polèmica
En 2004 es va veure embolicat en una greu controvèrsia amb els periodistes Alfredo Urdaci i Alfonso Ussía. El primer el va acusar d'haver declarat en vespra de les eleccions del 14 de març de 2004, que era l'oportunitat que tenien els espanyols de desfer-se dels hereus dels assassins de Lorca, com els abans citats. Ussía es va fer ressò de l'assumpte i va insultar greument Delgado. El fet, que mai es va produir, va ser denunciat per Delgado als tribunals.

## Premis i reconeixements
- Premi Pérez Galdós de novel·la Exterminio en Lastenia (1980)
- Premi Planeta 1995 per La mirada del otro
- Premi Ondas nacional de televisió 1995 (ex aequo)[6]
- Antena d'Oro (1995) per la seva tasca davant del Telediario

## Llibres publicats
- Mísero templo (1972)
- Tachero (1976)
- Exterminio en Lastenia (1979)
- Proceso de adivinaciones (1981)
- Cuatro ejemplos para una nueva sociedad canaria (1985)
- Háblame de ti (1994)
- Génesis (1994)
- Cambio de tiempo (1994)
- Autobiografía del hijo (1995)
- La mirada del otro (1995)
- Ciertas personas (1996)
- Escrito por Luzbel (1998)
- No estabas en el cielo (1996)
- Presencias de ceniza (2001)
- Isla sin mar (2002)
- Parece mentira (2005)
- De una vida a otra (2009)
- Paisajes de la memoria (2010)
- El pájaro escondido en un museo (2010)
- También la verdad se inventa (2012)
- Me llamo Lucas y no soy perro (2013)
- Donde estuve (2014)